# Стебницкий, Пётр Януарьевич
Пётр Януарьевич Стебницкий (псевдонимы — П. Смуток, А.Ірпенський) (1862—1923) — украинский общественный и политический деятель, писатель и публицист.

## Биография

### До революции
После окончания в 1886 году физико-математического факультета Киевского университета занимал в Петербурге различные чиновничьи должности (Министерство Финансов и Торговое телеграфное агентство), писал на экономические темы в «Вестнике финансов», «Торгово—промышленной газете», «Русском экономическом обозрении».
Активный член петербургского Украинского общества (Українська Громада): организатор местного отделения Товарищества украинских прогрессистов (Товариство українських поступовців), секретарь, а впоследствии председатель Благотворительного общества издания общеполезных и дешёвых книг (в частности, соредактор издания полного «Кобзаря» Тараса Шевченко), принимал участие в издании в Петербурге «Украинского вестника» (1906) и «Родного дела — Думских вестей» (1907), Украинской энциклопедии «Украинский народ в его прошлом и настоящем» (1914—1916).

### После революции
После Февральской революции 1917 года — член Украинского национального совета в Петербурге, член ЦК УПСФ, комиссар по делам Украины при Временном правительстве (между Вторым и Третьим универсалами).
После большевистского переворота 1917 года переехал в Киев. При гетмане Скоропадском был заместителем председателя украинской делегации на мирных переговорах с Советской Россией, сенатором административного суда Госсената, министр образования в кабинете Федора Лизогуба.
С 19 октября 1918 года — кандидат в члены Украинского национального союза.
После установления советской власти на Украине остался в Киеве. С 1919 года — руководитель постоянной комиссии биографического словаря при ВУАН. В октябре 1921 года участвовал в Первом всеукраинском церковном соборе, который подтвердил автокефалию Украинской автокефальной православной церкви.
Умер от голода и похоронен в Киеве (на Щекавице).

## Публикации
Кроме статей (преимущественно на культурные и актуальные темы), отдельно опубликованы работы:
- Малороссы в Петербурге. Киев: тип. Имп. ун-та св. Владимира, 1903.
- Под потолками Думы (1907),
- (с С. В. Бородаевским) Про кредитні кооперації (позичково-зберігальні та кредитні т-ва). СПб.: тип. Общества глухонемых, 1909.
- Украинское дело (1917),
- Украйна и Русия (икономически основи на украинския сепаратизъмъ). София, 1915. 2-е издание: София: Право, 1919.
- Украина и украинцы. Петроград: печатня вид-ва «Друкарь», 1917.

Французская версия:
- L’Ukraine et les Ukrainiens. Berne: Suter & Cie, 1918.
- Украина в экономике России. Петроград: Государственная тип., 1918.
- Между двух революций (1918),
- Украйна. [София], 1919.
- Борис Гринченко (1920)

Литературные псевдонимы: П. Смуток, А. Ірпенський, П. Хмара, П. С.-Т., С-ий, Малороссиянин, Малоросс.